# Gedegen koper

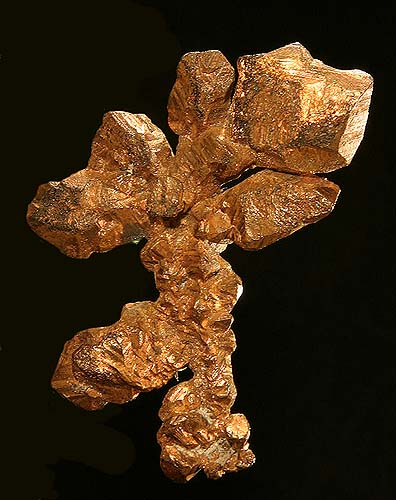
gedegen koper uit Arizona

Gedegen koper is een niet-gebonden vorm van koper die voorkomt als natuurlijk mineraal. Koper is een van de weinige metalen die in oorspronkelijke vorm voorkomt, hoewel het meestal voorkomt in geoxideerde toestanden en gemengd met andere elementen. Gedegen koper werd al door prehistorische volkeren gebruikt, en was ook in historische tijden een belangrijk kopererts.
Gedegen koper komt zelden voor als isometrische kubieke en octaëdrische kristallen, maar vaker als onregelmatige massa's en breukvullingen. Het heeft een roodachtige, oranjeachtige of bruinachtige kleur op verse oppervlakken, maar is meestal verweerd en bedekt met een groene aanslag van koper(II)carbonaat (ook bekend als patina of Spaans groen). De specifieke dichtheid is 8,9 en de hardheid is 2,5-3. 
De mijnen met gedegen koperafzettingen van Keweenaw in het Bovenschiereiland van Michigan waren grote koperproducenten in de 19e en het begin van de 20e eeuw en zijn de grootste afzettingen van gedegen koper ter wereld. De indianen hebben op deze en vele andere locaties op kleine schaal koper gewonnen en er zijn aanwijzingen voor koperhandelsroutes door heel Noord-Amerika tussen indiaanse volkeren, bewezen door isotopenanalyse. De eerste commerciële mijnen op het Keweenaw-schiereiland (dat ook wel "Copper Country" en "Copper Island" wordt genoemd) werden geopend in de jaren 1840. Isle Royale in het westen van Lake Superior was ook een vindplaats van vele tonnen gedegen koper. Een deel ervan werd gewonnen door indiaanse volkeren, maar slechts één van de vele commerciële mijnbouwpogingen leverde daar winst op. Een afzetting van gedegen koper, dat, na te worden meegesleurd door een gletsjer, oorspronkelijk stroomopwaarts van Lake Superior aan de westelijke tak van de Ontonagon werd gevonden, is te zien in de Ontonagon Boulder, in de collectie van het Department of Mineral Sciences van het National Museum of Natural History.
Een andere grote gedegen koperafzetting bevindt zich in Coro Coro (Bolivië).